# Pala Francescucci
Pala Francescucci è una struttura coperta ubicata a Casnate con Bernate. È altresì noto anche con il nome di PalaSampietro, per via dello storico sponsor che accompagnava l’allora formazione di basket femminile della Ginnastica Comense.
La struttura è dedicata al nome di Arduino Francescucci, storico presidente e fondatore della Polisportiva di Fino Mornasco (ginnastica artistica).
Si tratta dello storico palazzetto costruito per ospitare le partite interne della Ginnastica Comense, la squadra di pallacanestro femminile più titolata d'Italia.
È attualmente la sede delle gare interne della Libertas Brianza, squadra di pallavolo maschile militante in serie A2, e del Club Sportivo Alba, formazione di pallavolo femminile militante nel campionato di serie A2. Hanno spazio per allenamenti e gare anche diverse realtà minori locali di pallacanestro, come il PGC Cantù, la Comense, Basket Como, Antoniana Como.